# Ирина Ласкарина
Ирина Ласкарина, наричана още Ирина Комнина и Ирина Дукина (на гръцки: Ειρήνη Λασκαρίνα, Ειρήνη Κομνηνή, Ειρήνη Δούκαινα; * ок. 1200; † 1239 г.) е никейска императрица (1221 – 1239), първа съпруга на император Йоан III Дука Ватаций.

## Биография
Ирина Ласкарина е дъщеря на император Теодор I Ласкарис и Анна Ангелина. По майчина линия е внучка на византийския император Алексий III Ангел и Ефросина Дукина Каматерина. Сестрата на Ирина, Мария Ласкарина, е омъжена за унгарския крал Бела IV.
Първоначално Ирина става съпруга на военноначалника Андроник Палеолог (в някои извори срещан и с името Константин), като бракът им бил благословен от ерудирания ефески митрополит Николай Месарит. След смъртта на Андроник в началото на следващата година Ирина е омъжена за посочения за наследник на баща ѝ, Йоан III Дука Ватаций. Ирина Ласкарина и Йоан III имат един син – бъдещия император Теодор II Ласкарис. По-късно, след едно падане от кон (през 1222 г.), императрица Ирина получава травма, която я лишава от възможността да има повече деца.
През 1234 г. 11-годишният Теодор е оженен за дъщерята на българския цар Иван Асен II, Елена, която също била дете. В хрониката на Георги Акрополит се споменава, че императрица Ирина лично се заема с възпитанието на двете деца:
| „ | Тъй като син му [на Йоан Дука Ватаций] Теодор беше дете – той навършваше, както казахме, 11 години, когато беше сключил брак с княгиня Елена, – бракът оставаше формален. Те бяха отведени и възпитавани от императрица Ирина, понеже тя беше с добър характер и беше склонна към всичко добро | “ |

Императрица Ирина Ласкарина постъпва в манастир и приема монашеското име Евгения. Там тя умира през 1239 г., петнадесет години преди съпруга си. Ирина Ласкарина остава в историческите хроники със своята скромност и разсъдливост. Посочват я за добър пример, който допринесъл за подобряването на морала на поданиците ѝ.